# Страже
Страже (словен. Straže) — поселення в общині Ленарт, Подравський регіон‎, Словенія.